# Corri English
Corri English, nata Corri Englisby (Atlanta, 10 maggio 1978), è un'attrice statunitense.

## Filmografia parziale

### Cinema
- La giuria (Runaway Jury), regia di Gary Fleder (2003)
- Unrest, regia di Jason Todd Ipson (2006)
- House of Fears, regia di Ryan Little (2007)
- Broken Windows, regia di Tony Hickman (2008)
- Devil May Call, regia di Jason Cuadrado (2013)
- Planes 2 - Missione antincendio (Planes: Fire & Rescue), regia di Bobs Gannaway (2014) - voce
- Five Women in the End, regia di Kd Amond (2019)
- Faye, regia di Kd Amond (2021)

### Televisione
- Shake, Rattle and Roll: an American Love Story – film TV (1999)
- Dawson's Creek – serie TV, episodio 3x22 (2000)
- One Tree Hill – serie TV, un episodio (2004)
- Una star in periferia (Stuck in the Suburbs) – film TV (2004)
- Il cuore di David (Searching for David's Heart) – film TV (2004)
- Una vita al limite (3: The Dale Earnhardt Story) – film TV (2004)
- Joan of Arcadia – serie TV, 2 episodi (2004-2005)
- The Bedford Diaries – serie TV, 8 episodi (2006)
- CSI: Miami – serie TV, un episodio (2006)
- NCIS - Unità anticrimine (NCIS) – serie TV, un episodio (2007)
- Ritorno al college (Mrs. Washington Goes to Smith) – film TV (2009)
- Dr. House - Medical Division (House, M.D.) – serie TV, un episodio (2012)
- Lovin' Lakin – serie TV, 9 episodi (2012)
- Holliston – serie TV, 31 episodi (2012-2018)

## Doppiatrici italiane
Nelle versioni in italiano delle opere in cui ha recitato, Corri English è stata doppiata da:
- Francesca Guadagno ne La giuria
- Federica De Bortoli in Dr. House - Medical Division

Da doppiatrice è stata sostituita da:
- Cristina Poccardi in Planes 2 - Missione antincendio